# Nour El Tayeb
Nour El Tayeb, née le 8 mars 1993 au Caire, est une joueuse professionnelle de squash représentant l’Égypte. Elle atteint le 3e rang mondial en février 2018, son meilleur classement. Elle est mariée au joueur égyptien Ali Farag.

## Biographie
Nour El Tayeb est la fille d'un joueur de squash Dr Mohamed El Tayeb. Elle est née et réside au Caire et commence à jouer à l'âge de cinq ans au Heliopolis Club qui est toujours son club d'attache.
Le sommet de sa carrière junior a été à l'âge de seize ans quand elle atteint la finale du championnat du monde junior 2009, battant la tête de série no 1 Dipika Pallikal avant de perdre contre une autre Égyptienne Nour El Sherbini. Dès 2007, elle commence à affirmer son potentiel en atteignant le tableau principal du Hurghada International. Depuis, malgré la priorité donnée à ses études, elle continue sa progression. En 2008 à Alexandrie, elle résiste face à l'ancienne championne du monde Vanessa Atkinson avant de perdre en cinq jeux et au championnat du monde 2009, elle atteint le tableau principal. Ce résultat lui permet d'atteindre le top 50 WISPA pour la première fois avec l'objectif de rejoindre le top 20. En 2011, elle devient championne du monde junior en battant sa compatriote Nour El Sherbini en finale. Elle remporte également le titre par équipe avec l'équipe nationale d'Égypte.
Elle remporte l'US Open 2017, son premier titre majeur, le même jour que son mari Ali Farag,.
Elle est finaliste des championnats du monde en 2019 face à Nour El Sherbini après avoir éliminé en demi-finale la no 1 mondiale et tenante du titre Raneem El Weleily. En décembre 2020, elle annonce qu'elle est enceinte de son premier enfant et qu'elle se met en retrait du circuit professionnel. Elle revient rapidement au sommet quand non classée tête de série, elle se hisse en demi-finale des championnats du monde en mai 2022. Elle se retire en juillet 2024, attendant un deuxième enfant.

## Palmarès

### Titres
- US Open : 2017
- Cleveland Classic : 2024
- Open de Malaisie : 2023
- South Western Women’s Open 2023
- CIB Zed Squash Open 2022
- Open de Manchester : 2 titres (2020, 2023)
- Open de Chine : 2019
- Windy City Open : 2018
- Cleveland Classic : 2 titres (2019, 2020)
- Carol Weymuller Open : 2018
- Championnats du monde junior : 2011
- Championnats d’Égypte : 4 titres (2013, 2016, 2018, 2019)
- Championnats du monde par équipes : 3 titres (2012, 2018, 2022)
- WISPA Young Player of the Year 2010 [8]
- British Junior Open U13, U15, U17, et U19

### Finales
- Championnats du monde : 2019
- World Series Finals : 2020
- Tournament of Champions : 2018
- US Open : 2 finales (2015, 2019)
- Hong Kong Open : 2014
- Open de Malaisie : 2014
- Open de Manchester : 2024
- Open de Singapour : 2022
- South Western Women’s Open 2022
- Carol Weymuller Open : 2020
- Netsuite Open : 2019
- Open du Texas : 2015
- Championnats du monde junior : 2 finales (2009, 2010)